# Hans-Karl Treiber
Hans-Karl Treiber, manchmal auch Hanskarl Treiber (* 1935) ist ein pensionierter Professor und Politiker (ödp) aus Rückersdorf.

## Lebenslauf
Treiber war Professor an der Georg-Simon-Ohm-Hochschule Nürnberg. Seine Fachgebiete waren Technische Optik, Optische Messtechnik, Optoelektronik und Lasertechnik. Außerdem ist er Mitglied der Ökologisch-Demokratischen Partei. Bei der bayerischen Landtagswahl 2003 kandidierte er für sie im Wahlkreis Mittelfranken.

## Bibliographie
- Holographie. 1987
- Physik für Fachhochschulen und technische Berufe. Schwingungen – Wellen – Optik. 2001
- Mit Gottfried Schröder: Technische Optik, Vogel, Würzburg, 2014